# Frederik van Valckenborch

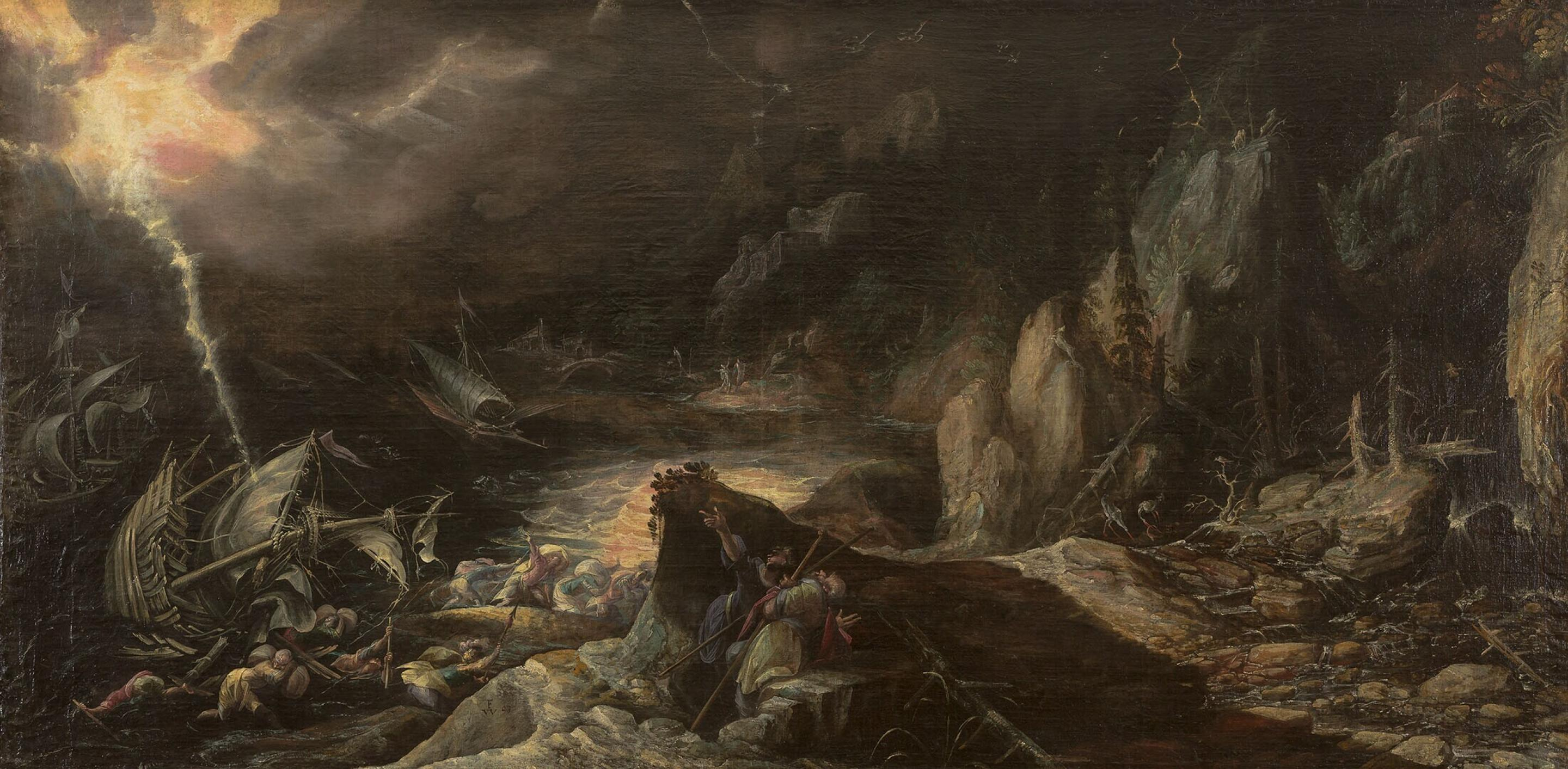
Frederik van Valckenborch, Krajobraz z rozbiciem statku Eneasza

Frederik van Valckenborch (ur. 1566 w Antwerpii, zm. w 1623 w Norymberdze) – flamandzki malarz i rysownik.
Jego ojciec Marten, wuj Lucas oraz  brat Gillis również byli malarzami. W 1590  odbył podróż do Włoch (Wenecja, Rzym). W 1597 powrócił do Frankfurtu. W 1602 ostatecznie osiadł w Norymberdze.
Malował przede wszystkim fantastyczne pejzaże górskie, a także sceny historyczne, mitologiczne i religijne. Jego obrazy cechuje staranna kompozycja, gwałtowne kontrasty światłocieniowe oraz podkreślenie autonomiczności pierwszego planu zawierającego elementy rodzajowe.
Pozostawił też szkicownik z podróży przez Alpy i kraje naddunajskie.

## Wybrane dzieła
- Budowa wieży Babel – Wiedeń. Kunsthistorisches Museum
- Burza (1621) – Norymberga, Germanisches Nationalmuseum
- Krajobraz fantastyczny z pasterzami – Wiedeń, Kunsthistorisches Museum
- Krajobraz z napadem zbójców (1605) – Amsterdam, Rijksmuseum
- Krajobraz z rozbiciem statku Eneasza (ok. 1603) – Rotterdam, Museum Boymans-van Beuningen
- Kuszenie św. Antoniego – Paryż, Luwr
- Narodziny Chrystusa – Bazylea, Kunstmuseum
- Płonące miasto (1607) – Praga, Galeria Narodowa
- Sąd Ostateczny – Monachium, Stara Pinakoteka